# Ceratocombidae
Ceratocombidae Fieber, 1861, è una piccola famiglia di Insetti dell'ordine dei Rincoti Eterotteri (Dipsocoromorpha), comprendente poche decine di specie.

## Descrizione
La famiglia comprende insetti di piccole dimensioni, con corpo in genere lungo circa 2 millimetri. Il capo, provvisto o non di ocelli e con occhi composti variamente sviluppati, ha antenne composte da 4 articoli, di cui i due basali molto brevi, e rostro pure esso tetramero.
Il torace ricopre il margine posteriore del capo per il marcato sviluppo delle pleure. Ali variamente sviluppate, con parte sclerificata delle emielitre suddivisa in corio e clavo. Le zampe hanno tarsi composti da 2 o 3 segmenti. L'addome dei maschi è asimmetrico (eccetto i Ceratocombini) e le armature genitali quasi sempre asimmetriche (eccetto Ceratocombus sp.).

## Biologia
Sulla biologia di questa famiglia non si hanno molte conoscenze. Si rinvengono generalmente sui vegetali, ma sono citati come insetti predatori e che occasionalmente pungono anche l'uomo.

## Sistematica
La famiglia comprende circa 35 specie ripartite fra sette generi. È suddivisa da ŠTYS (1982) in due sottofamiglie, Ceratocombinae e Trichotonanninae. Quest'ultima, comprendente il solo genere Trichotonannus, non è invece contemplata nelle altre fonti.